# Gruppesex
Gruppesex betegner seksuelt samvær mellem mere end to personer på samme tid. Gruppesex eksisterer ikke kun blandt mennesker men også blandt andre arter i dyreriget, f.eks. bighornfår og bonoboer.
Gruppesex forekommer blandt folk af alle seksuelle orienteringer og køn.